# Петер Александер

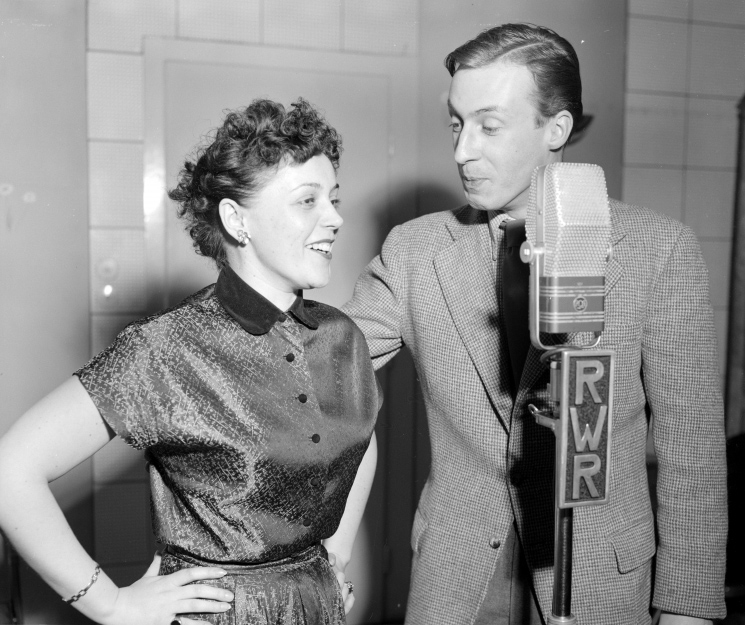
Петер Александер з Ерні Білер (1952)

Петер Александер, справжнє ім'я Петер Александер Фердинанд Максиміліан Ноймаєр (30 червня 1926, Відень — 12 лютого 2011, там же) — австрійський співак, актор, піаніст, пародист та артистом. З середини 1950-х до середини 1990-х років він був одним з найпопулярніших артистів у німецькомовних країнах.

## Життя
Петер Александер був сином банківського радника Антона Ноймаєра (1900—1947) та його дружини Берти, до шлюбу Венцлік (1896—1987), дочки продавця музики з Пльзена; батьки жили у районі Альзергрунд Відня з 1926 року. Схильність Петера Александера до пародії виявилася вже в шкільні роки. Після відвідування початкової школи він перейшов до гуманістичної гімназії в Дьоблінгу, яку йому довелося залишити передчасно через різні витівки (виключення зі школи). Потім батько відправив його до Зноймо, де Олександр закінчив військову школу в 1944 році. Петер Александер присвятив часу, коли його батько познайомився з його матір'ю, пісню «Wie Böhmen noch bei Österreich war». Того ж року він став зенітним помічником, потім перейшов на службу праці у Вроцлаві й, коли його призвали, нарешті опинився у ВМС Третього Рейху. У 1945 році він потрапив у полон до британців. Він використав місяці перебування у полоні — згідно з його власною заявою — «у чотирьох-п'яти таборах у Східній Фризії», щоб перевірити свої театральні таланти під час проведення мистецьких вечорів (включаючи вистави драми «Джедерман» Гуго фон Гофмансталя) або музичних імпровізацій.

### Актор та співак
Ще у Відні у 1946 р. Петер Александер, за бажанням батьків, мав розпочати вивчення медицини та закінчити магістратуру у Віденському університеті, але відвідав лише одну лекцію. Він хотів стати актором, хотів працювати в Бурґтеатрі у Відні, а тому почав відвідувати семінар Макса Райнгардта у Відні, який закінчив з відзнакою у 1948 році. У 1947 р., коли помер його батько, вперше назвав себе «Петером Александером», опускаючи всі інші імена (Фердинанд Максиміліан Ноймаєр). До його класу входили Ернст Станковський, Ервін Штраль та Герхард Рідманн. Вже тоді стало зрозуміло, що Александер має талант до комедійної тематики. У 1949 році він з'явився в опереті Людвіга Шмідседера «Abschiedswalzer». У повоєнні роки він обожнював Френка Сінатру, якого вперше побачив у Лондоні. Потім він відвернувся від своєї ідеї отримати роботу в Бурґтеатрі і шукав розваг, співів, оркестру та джазу.
Вже в 1951 році звукозаписуюча компанія Austroton випустила першу платівку Александера («Das machen nur die Beine von Dolores»). У 1953 році він перейшов до студії Polydor, де успішний дует Курта Фельца і Гайнца Гіца написав для нього багато пісень. Тут його партнерами були такі співаки як Герта Талмар, Ренате Холм та Ріта Бартос. Того ж року він виграв змагання мюнхенського Шлагера. Наприкінці 1965 року він нарешті змінив студію звукозапису, віддавши перевагу Аріолі. До 1981 року Александер мав 38 найпопулярніших хітів у музичних чартах як співак у Німеччині й був представлений 80 разів у першій сотні. Він отримав численні призи та нагороди за свої записи, фільми та телевізійні шоу. З 1965 по 1983 рік лише в Аріолі було продано понад 15 мільйонів платівок і 25 мільйонів синглів Александера, не враховуючи періоди творчості в Austrophon і Polydor та періоди з 1983 року в німецькомовних країнах. Всього він вивів на ринок понад 156 синглів та понад 120 оригінальних довгограючих платівок, а також кілька десятків постановок. Тісно пов'язана зі співочою кар'єрою Александера була кар'єра продюсерів Курта Фельца та Ральфа Зігеля. Тільки в Німеччині з 1956 року його продажі фонограм оцінюються у 46 мільйонів копій.
Одним з найуспішніших синглів Александера в 1976 році був «Die kleine Kneipe» (австрійська версія: «Das kleine Beisl», спочатку «In't kleine cafe aan de haven» Вейдера Абрагама). Наприкінці 1980-х він часом бував у хіт-парадах із такими хітами як «Zeit der Rosen» або «Gestern jung, morgen alt», які створили для нього Роланд Хек та Герд Кьоте. У 1986 році він співав разом зі збірною Німеччини з футболу для альбому Mexico mi Amor для майбутнього чемпіонату світу з футболу в Мексиці. Останній його офіційний реліз вийшов у 1991 р., альбом «Verliebte Jahre» виробництва Дітера Болена.
Александер був єдиним німецькомовним співаком, який протягом шести десятиліть фігурував у німецьких чартах зі своїми постановками.

### Кіноактор, конферансьє та шоу-майстер
У своїй першій ролі Александер виступив статистом у фільмі «Ангел з трубою» в 1948 році. Він виступав з 1952 по 1972 рік як актор у 41 розважальному та ревізійному фільмах, в яких його в основному чули як співака. Гюнтер Філіпп часто був його партнером. Александер здобув популярність завдяки створенню образа офіціанта Леопольда в екранізації оперети «Im Weisse Rößl» (режисер Вернер Якобс, 1960). Цей тип розважальних фільмів, легка музика, також став комерційно успішним. Наприклад, у 1957 році власники кінотеатрів Німеччини визнали Александера найкращим молодим художником. Два фільми Паукера за його участі отримали «Золотий екран».
З 1963 по 1996 роки йшло шоу Пітера Александера — з 1963 по 1966 на WDR (чорно-білий), з 1969 по 1996 на ZDF/ORF — в якому він виступив модеруючим ведучим, артистом, пародистом та співаком, набравши до 38 мільйонів телеглядачів лише в Німеччині. Шоу мало дуже високі рейтинги, які були доступні лише для трансляцій футбольних чемпіонатів світу. Популярними були й суботні шоу ZDF Пітер Александер презентує спеціальні страви та Ми вітаємо за мотивами книг Ганса Хуббертена та режисерів Еккехарда Бьомера, Дітера Преттеля та Дітера Вендріха.
З 1955 по 1998 рік Александер виступав приблизно в 200 телевізійних програмах (без повторень окремих програм). Востаннє він був в ефірі 20 грудня 1998 року на каналі ORF Lebens-Künstler. Там він взяв інтерв'ю у колишнього мера Відня Гельмута Цілька.
За цей час Александер зарекомендував себе як найуспішніша зірка шоу в усьому німецькомовному регіоні. Його гастролі в Німеччині, Австрії та Швейцарії завжди мали великий резонанс. Вони дали митцеві можливість показати свою багатогранність, наприклад як піаніста у жанрі свінга, що представляє його поза форматом телевізійного шоу.
У період з 1969 р. (перший тур Німеччиною) до свого останнього туру в 1991 р. Александер працював з Удо Юргенсом, найуспішнішим гастролером у всьому німецькомовному регіоні, але особливо в Німеччині він досяг великої популярності. Квитки на його концерти були розпродані за короткий час. У 1975 році 450 000 людей бачили його на концертах у Німеччині, Австрії та Швейцарії. У 1982 році Александер отримав нагороду музичного журналіста, оскільки продав понад 250 000 квитків на концерти всього за кілька тижнів. Упродовж своєї кар'єри Александер кілька разів заповнював Вестфаленхалле в Дортмунді щоразу на 12 000 глядачів; він отримав нагороду від міста Кельн за те, що протягом своєї кар'єри виступив загалом чотирнадцять разів у спортивному залі Кельна; у 1991 році він чотири рази заповнив приблизно 10 000 місць у Wiener Stadthalle.
У 1987 році Александер із великим інтересом глядачів модерував відкриття Австрійського центру у Відні.
16 січня 2005 року Александера вперше побачили на ZDF у записі з вітальним внеском до 70-річчя. День народження продюсера Вольфганга Радеманна транслювався в програмі. У травні 2006 року на власне 80-річчя видав Фотобіографію Пітера Александера, складену Майклом Венком та менеджером фан-клубу Александера Барбарою Лер — Я зробив все це з любові… Александер написав передмову. 16 липня 2006 року Александер був підключений до гала-концерту ZDF з нагоди його 80-го дня народження за допомогою відеопередачі з дому. З цієї нагоди він виконав коротку версію подяки на фортепіано. Після трансляції дня народження ZDF повторив гала-концерт Treffpunkt Herz з 1975 року.

### Шлюб та сім'я
У травні 1952 року Александер познайомився з актрисою Гільдегард Гааген (1922—2003). Одружився у вересні 1952 року. Вона покинула акторську діяльність, щоб допомагати своєму чоловіку. В пари було двоє дітей разом, історик мистецтва та живописиця Сюзанна Гайдінгер-Ноймаєр (1958—2009) та Майкл (1963—2019). У 1959 році Александер мав 10-кімнатний будинок з басейном та власним лісом під назвою «Casa la Sorgente», побудований у Моркоте (район Арбостора, Тічіно, Швейцарія), де він прожив з родиною кілька десятиліть. Після продажу будинку в 1990 році він зняв квартиру в Моркоте. Дружина Гільда померла 30 березня 2003 р. Після її смерті Александер жив самотньо в Грінцингу в 19 віденському окрузі Деблінг. 8 березня 2009 року його дочка Сюзанна загинула в автокатастрофі на острові Самуї (Таїланд). Його син Майкл помер через вісім років після її смерті в Белеку, Туреччина, у 2019 році.
За день до смерті Александера, на початку лютого 2011 року, на його ім'я було порушено позов проти видавця журналу за порушення особистих прав через повідомлення про його горювання за померлою дочкою та стан здоров'я. У березні 2011 року позов було вручено відповідачам. Спадкоємець продовжив процес і програв у всіх випадках (LG Berlin, рішення від 21 червня 2011 року, Az.: 27 O 145/11, рішення KG від 3 травня 2012 року, Az.: 10 U 99/11). Врешті-решт, Федеральний суд чітко дав зрозуміти, що слід чітко розмежовувати порушення майнових складових особистих прав (наприклад, несанкціоноване використання зображення для реклами) та нематеріальні порушення. Лише в першому випадку спадкоємець може вимагати відшкодування збитків, тоді як завдяки функції чистого задоволення у другому випадку позначається надзвичайно особистий характер особистих прав, у яких відсутній спадковий характер вимоги (рішення BGH з 24 квітня 2014 року, Az.: VI ZR 246/12).

### Смерть

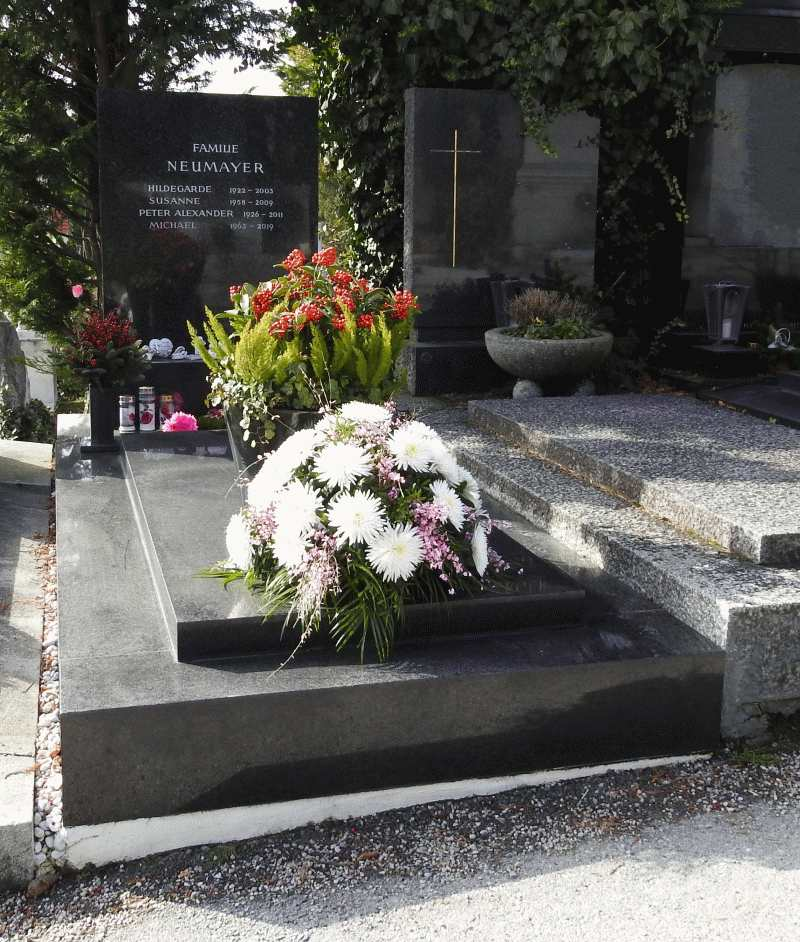
Могила Пітера Александера в Грінцингер Фрідхоф

Пітер Александер помер у лютому 2011 у 84-річному віці. Причина смерті громадськості не розголошується. Він залишив сина Міхаеля та двох онуків. Щоб дати шанувачам можливість попрощатися, його 19 лютого 2011 року публічно виклали на Віденському центральному кладовищі. Сім'я відмовилася від почесної могили. Похорон Александера відбувся 28 лютого 2011 р. в колі родичів у Грінцингер Фрідхоф (група 7, ряд 1, номер 2).
16 жовтня 2015 року остання резиденція Александера, вілла в Деблінгу Відня, Пауль-Ерліх-Гассе між Унтер- Зіверінгом та Грінцингом, мала бути продана на аукціоні від імені його сина Міхаеля Ноймаєра. Спроба не вдалася, і вілла була продана підприємцю в грудні 2015 року. Вілла площею 1500 квадратних метрів була погоджена 18 червня 2018 року на знесення. Коли була прийнята поправка віденської будівельної норми від липня 2018 року, що передбачала, щоб в таких випадках доцільність збереження перевіряли, знесення вже було завершено.

## Фільмографія

### Кіно
- 1948: Ангел із трубою
- 1952: Загублена мелодія
- 1952: Королева арени
- 1953: Сальто Мортале (можна почути як співака)
- 1953: Найсолодші плоди
- 1953: 3 з яких говорить один
- 1954: Троянди з півдня (слухається як співак, анонім)
- 1954: Ви правильний (виступ барної співачки, анонімний)
- 1954: Закохані люди
- 1954: Великий парад зірок
- 1955: Кохання, танці та 1000 хітів
- 1956: Музичний парад
- 1956: Bonjour, Катрін
- 1956: Чоловік не завжди повинен бути красивим
- 1956: Вишні в саду сусідів (можна почути як співака у початкових титрах)
- 1957: Любов, джаз та піднесений настрій
- 1957: Це працює
- 1957: Ноги Долорес
- 1958: Мюнхгаузен в Африці
- 1958: Горе тобі, якщо відпустиш
- 1958: Мільйонеру так важко
- 1959: Пітер стріляє в птаха
- 1959: Один за одним
- 1959: Я не Казанова
- 1959: Салем Алейкум
- 1960: Кримінальне танго
- 1960: Я щодня рахую свої турботи
- 1961: Сезон у Зальцбурзі
- 1961: Пригоди графа Боббі
- 1962: Кажан
- 1962: Весела вдова
- 1962: Шлюбна ніч у раю
- 1962: Солодке життя графа Боббі
- 1963: Тітка Чарлі
- 1963: Хлопчик-модель
- 1964: Допоможіть, моя наречена краде
- 1964: … і щось подібне має лягати спати о 8-й
- 1965: Любовна карусель
- 1966: Граф Боббі, жах Дикого Заходу
- 1966: Bel Ami 2000 або Як ви спокушаєте плейбоя
- 1968: До біса пенні
- 1969: Ура, школа горить!
- 1972: Головне — це свята

### Теледіяльність
З 1963 по 1996 рік Александер представляв кілька власних серіалів, шоу у великих студіях та залах на спеціальні теми та знімав спецзаписи без аудиторії. Це включає:

#### Власна серія шоу
- 1969—1978: Peter Alexander präsentiert Spezialitäten(12 Шоу), ZDF
- 1979—1985: Peter Alexander: Wir gratulieren (7 Шоу), ZDF
- 1987—1995: Peter-Alexander-Show (6 Шоу), ZDF / ORF

#### Поодинокі випуски
- 1973: Peter Alexanders Wunschkonzert (2 грудня 1973)
- 1975: Die kleinen Engel von Korea (27 лютого 1975)
- 1975: Treffpunkt Herz (4 жовтня 1975)
- 1980: Peter Alexander — Danke Robert Stolz! (23 серпня 1980)
- 1987: Soirée in Wien (17травня 1987)
- 1990: Peter Alexander — Ein Herz für Berlin (24 листопада 1990)

#### Живі концерти
- 1973: Peter Alexander — Ein Abend, ein Mann und seine Musik (ZDF)
- 1976: Peter Alexander. Ein Konzert mit Johannes Fehring und seinem Orchester (ZDF)
- 1984: Peter Alexander. Ein Gala-Konzert aus der Dortmunder Westfalenhalle (ZDF)

##### Спеціальні виступи
- 1963: Spaziergang in Wien (26 грудня 1963)
- 1964: Spaziergang durch das Land der Operette (5 грудня 1964)
- 1966: Spaziergang durch das Land des Films (11 травня 1966)
- 1966: Ein Wiener in Paris (3 грудня 1966)
- 1976: Peter Alexander präsentiert Walt Disneys Welt (2 грудня 1976)
- 1977: Peter Alexanders Wiener Geschichten (29 вересня 1977)
- 1985: Ein Tag in Wien mit Peter Alexander und Günter Pfitzmann
- 1986: Wir gratulieren Peter Alexander
- 1996: Peter Alexander — Was sind schon 70 Jahre (30 червня 1996)

## Дискографія
Успіх у німецькомовних хіт-парадах, сингли
- 1955: Der Mond hält seine Wacht (D)
- 1956: Eventuell (D)
- 1957: Ich weiß, was dir fehlt (D)
- 1968: Der letzte Walzer (D)
- 1968: Delilah (A)
- 1969: Liebesleid (D)
- 1971: Hier ist ein Mensch (A)
- 1976: Die kleine Kneipe (CH)

Його пісні звучали в чартах німецькомовних країн між 1955 і 1992 роками. Він здійснив стрибок на перше місце в Німеччині, Австрії та Швейцарії.

## Нагороди та відзнаки

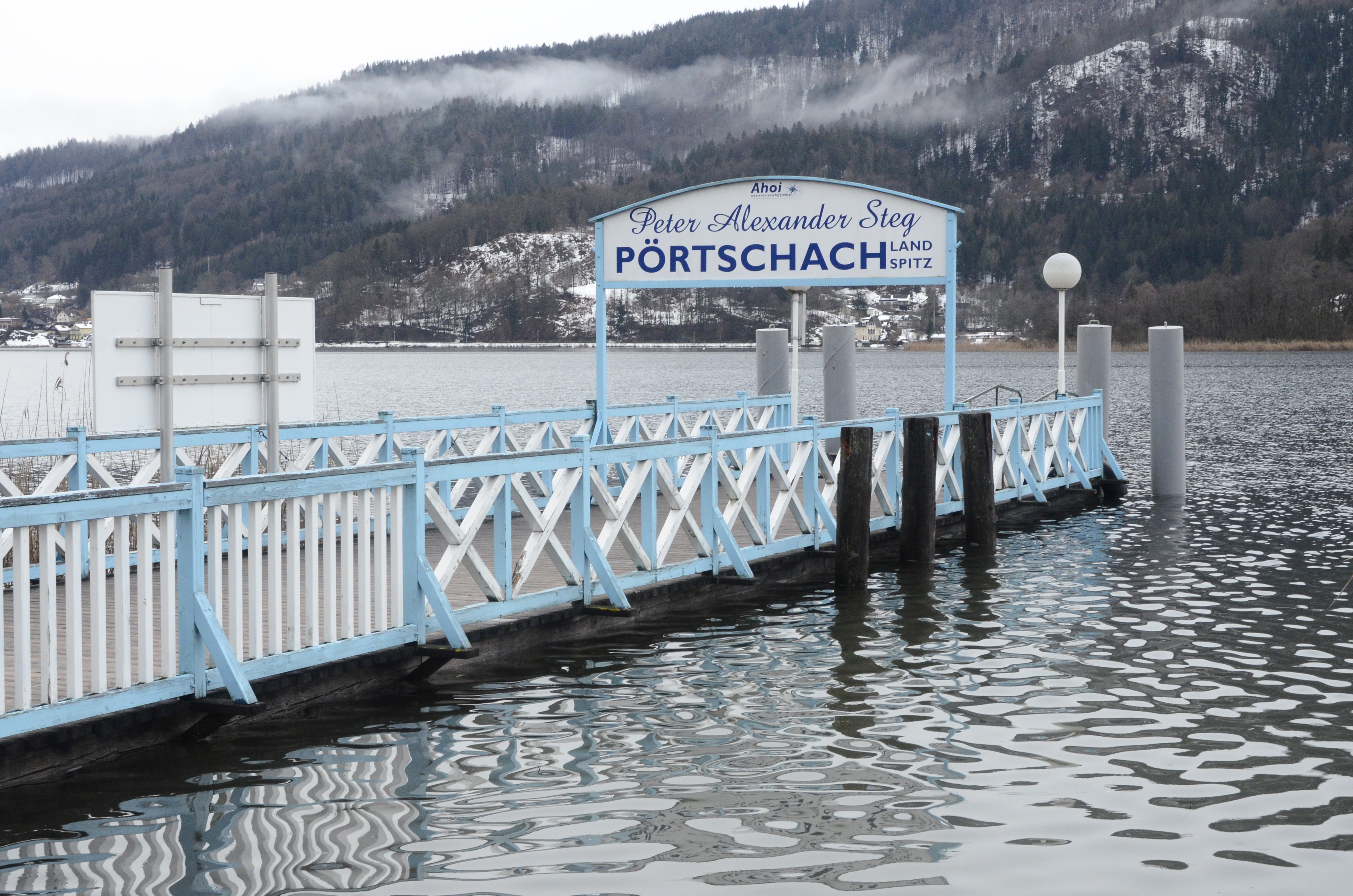
Пітера Александера Стега в Перчах-ам-Вертер-Зе

Нагороди та відзнаки Олександра

### Нагороди
- Бероліна (Німецька музична премія)
- 1957: Премія актора як кіноактора, обраного глядачами
- 1966, 1973, 1974 та 1976: Золотий екран
- 1966: Золотий мікрофон як найкраща зірка чоловічої музики в європейському шоу-бізнесі
- 1968 та 1969: Лев Радіо Люксембург у золоті
- 1968: Лев Радіо Люксембург у бронзі
- 1969, 1974 та 1979: Золота Європа
- 1969 і 1977: Лев радіо Люксембург у сріблі
- 1969: Золотий екран за «Zum Teufel mit der Penne»
- 1970, 1980 і 1984: Золота камера 1970, 1980, 1984 (Німеччина)
- 1970, 1971, 1972, 1973, 1974, 1977, 1978, 1987 і 1990: Бембі, додатково в 1996 році за його життєві роботи
- 1970 і 1971: Срібний екран
- 1971: Браво Отто в бронзі
- 1973: Почесний лев найкращому співаку
- 1973: Золотий ведмідь
- 1979: Golden Camera (Австрія) як найкраща музична зірка цілого десятиліття
- 1979: Золота Супер-Камера (Німеччина), як найбільша зірка всіх часів, за участю понад 11 мільйонів читачів Hörzu
- 1979: Золота медаль Германа Ленса
- 1980: Німецька рекордна премія
- 1983: Золота платівка в Німеччині для LP Aus Böhmen kommt die Musik
- 1986: Золота Кліо як найпопулярніша зірка Австрії
- 1992: Премія Розенгюгеля за створення нотаток про історію австрійського кіно
- 1992: Золотий Ромі
- 1993: Платиновий Ромі
- 2004: 4 місце у списку 50 найважливіших австрійців за останні 50 років в опитуванні читачів щоденної газети Kurier
- 2006: Платинова нагорода в Австрії за подвійний CD Herzlichen Glückwunsch!
- 2006: Платинова нагорода в Австрії за DVD Herzlichen Glückwunsch! Найкрасивіші моменти шоу — 1 серія
- 2006: Золота нагорода в Австрії за DVD Herzlichen Glückwunsch! Найкрасивіші моменти шоу — 2 серія
- 2006: Золота нагорода в Австрії за DVD Herzlichen Glückwunsch!Найкрасивіші моменти шоу — епізод 3
- 2007: Золота нагорода в Австрії за DVD-бокс Найкрасивіші моменти шоу — епізоди 1–4
- 2011: Вступ до Залу слави Echo в рамках нагороди Echo 2011 як другого художника (після Майкла Джексона в 2010)

### Відзнаки
- 1968: Дорогий Августин, місто Відень
- 1970: Золота ратуша
- 1971: Золота почесна медаль за заслуги перед Віденською державою
- 1973: Золота тарілка німецької гастрономії
- 1974: Австрійський Почесний хрест за науку та мистецтво, 1 клас
- 1976: Нагорода від міста Кельн за 14 аншлагів у спортивному залі Кельна
- 1980: Срібна тарілка від Фонду Роберта Штольца
- 1984: Почесне кільце міста Відня
- 1985: Велика відзнака за заслуги перед Австрійською Республікою[29]

Посмертно:
- 2012: Ім'я Петера-Александера-Плаца у Відні — Döbling (19 район)

## Документальні фільми
- Legenden — Peter Alexander. Dokumentarfilm, ARD, Deutschland, 2007, 45 Min., Buch und Regie: Birgit Kienzle, Produktion: SWR, Reihe: Legenden, Erstsendung: 19. August 2007, Inhaltsangabe [Архівовано 15 квітня 2021 у Wayback Machine.] von Das Erste. Nach seinem Tod 2011 wurde die Sendung aktualisiert wiederholt.
- Hier ist ein Mensch — Peter Alexander. Porträt zum 90. Geburtstag, Erstsendung: 31. Januar 2016 im Schweizer Fernsehen.
- Kulenkampffs Schuhe. Dokumentation, Deutschland 2018, 92 Minuten, Buch und Regie: Regina Schilling. Entstanden im Auftrag des SWR.
- Peter Alexander — der Große! Porträt zum 50. Jubiläum der Peter Alexander Show, NDR, Deutschland, 2019, Erstsendung: 23. Dezember 2019.
- Unsere Väter — die größten Showmaster Deutschlands. Porträt u. a. über Peter Alexander, NDR, Deutschland, 2020, Erstsendung: 25. Dezember 2020.

## Вебпосилання
- Офіційний вебсайт [Архівовано 15 квітня 2021 у Wayback Machine.]
- Бібліографія. Петер Александер // Німецька національна бібліотека
- Привид оперети. [Архівовано 19 квітня 2021 у Wayback Machine.] Для 75-річчя [Архівовано 19 квітня 2021 у Wayback Machine.] Народився Петро Александер. [Архівовано 19 квітня 2021 у Wayback Machine.] Майкл Венк, Film-Dienst 13/2001
- Огляд хітів та коротка біографія Петера Александера [Архівовано 1 липня 2010 у Wayback Machine.]
- Могила на цвинтарі Грінцинг [Архівовано 18 квітня 2021 у Wayback Machine.]
- Петро Олександр [Архівовано 25 лютого 2021 у Wayback Machine.] на Австрійському форумі